# دیک اونیل
دیک اونیل (به انگلیسی: Dick O'Neill) (زاده ۲۹ اوت ۱۹۲۸-درگذشته ۱۷ نوامبر ۱۹۹۸) بازیگر آمریکایی بود.
از فیلم‌های معروف او می‌توان به بازی در فیلم ساحل پشه، احمق و صفحه اول اشاره کرد.